# Колючкові
Колючкові (Gasterosteidae) — родина риб ряду Колючкоподібних. Налічується до 16 представників цієї родини, які належать до п'яти родів. Однак таксономія даної родини потребує ревізій, оскільки містить багато підвидів.

## Роди
- Apeltes
- Culaea
- Gasterosteus — Колючка
- Pungitius — Багатоголкова колючка
- Spinachia